# Сан Лоренцо ин Ночето (Форли-Чезена)
Сан Лоренцо ин Ночето (итал. San Lorenzo in Noceto) је насеље у Италији у округу Форли-Чезена, региону Емилија-Ромања.
Према процени из 2011. у насељу је живело 893 становника. Насеље се налази на надморској висини од 60 м.